# وزیر دفاع اوکراین
وزیر دفاع اوکراین (انگلیسی: ministers of defense) مدیر وزارت دفاع اوکراین است که مسئولیت نیروهای مسلح اوکراین را برعهده دارد و از اعضای کابینه اوکراین محسوب می‌شود و عضو اصلی شورای امنیت و دفاع ملی اوکراین است. وزیر دفاع توسط رئیس‌جمهور منصوب می‌شود، اما این انتصاب باید با اکثریت آرا در مجلس اوکراین تأیید شود. از اول ژانویه ۲۰۱۹ وزیر دفاع اوکراین باید یک غیرنظامی باشد، که کنترل غیرنظامی بر ارتش را در اختیار داشته است، اگرچه ممکن است آنها اخیراً از ارتش استعفا داده باشند.
از زمان استقلال اوکراین از اتحاد جماهیر شوروی در سال ۱۹۹۱، ۱۷ وزیر دفاع در این جایگاه فعالیت کرده‌اند.